# Castillo de Gestalgar

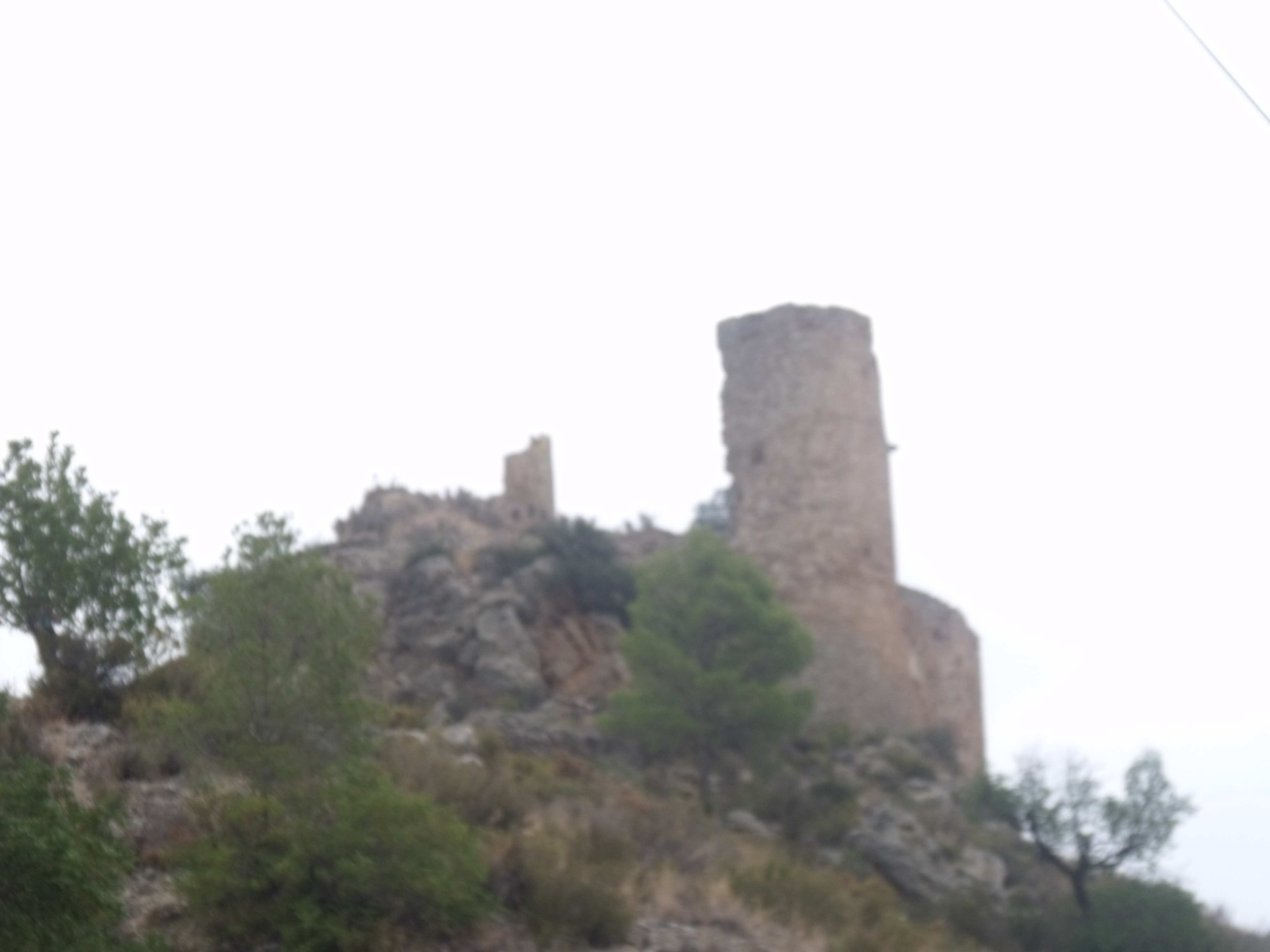

El Castillo de Gestalgar está en el municipio de Gestalgar, en la provincia de Valencia, España. Es conocido en la localidad como Los Murones y se ubica en lo alto de un risco, desde el cual se tiene una gran panorámica de la zona, en el margen izquierdo del río Turia, desde donde se puede controlar tanto del valle como los accesos al mismo. 
Está declarado Bien de Interés Cultural según consta en la Dirección general del Patrimonio Cultural de la Consejería de Turismo, Cultura y Deportes de la Generalidad Valenciana, con el número de anotación ministerial: R-I-51-0010686 y fecha de anotación 12 de septiembre de 2001.

## Descripción histórico-artística
Puede datarse su construcción del siglo XII, posiblemente de origen musulmán, modificándose y ampliándose tras la conquista cristiana, para adecuarla a una época más moderna en la que se utiliza el fuego artillero. Se debió abandonar tempranamente, al producirse el traslado de los señores del castillo a la población urbana, donde se construyeron su residencia palaciega. El material utilizado mayoritariamente en su construcción es el tapial, presentando la particularidad de que en el interior de su encofrado apenas se ha utilizado mortero, que ha sido empleado prácticamente solo en la parte exterior de protección, siendo la tierra el componente fundamental. 
El amurallamiento perimetral, que ha desaparecido casi por completo, se halla en muy mal estado, es pentagonal, aunque irregular, y posee varias torres circulares de defensa, de las que puede verse dos de ellas en la zona inferior más próxima al pueblo. También se ha conservado parte de la torre del homenaje, que presentaba planta rectangular, con tres alturas  y terraza con almenas. Tampoco quedan muchos vestigios de las dependencias interiores, destacando un aljibe en lo que debió ser el patio de armas. 
El castillo disponía de tres túneles que facilitaban el escape de sus moradores y que comunicaban la fortaleza con la villa y las huertas circundantes, y que actualmente están cegados.

## Bibliografía

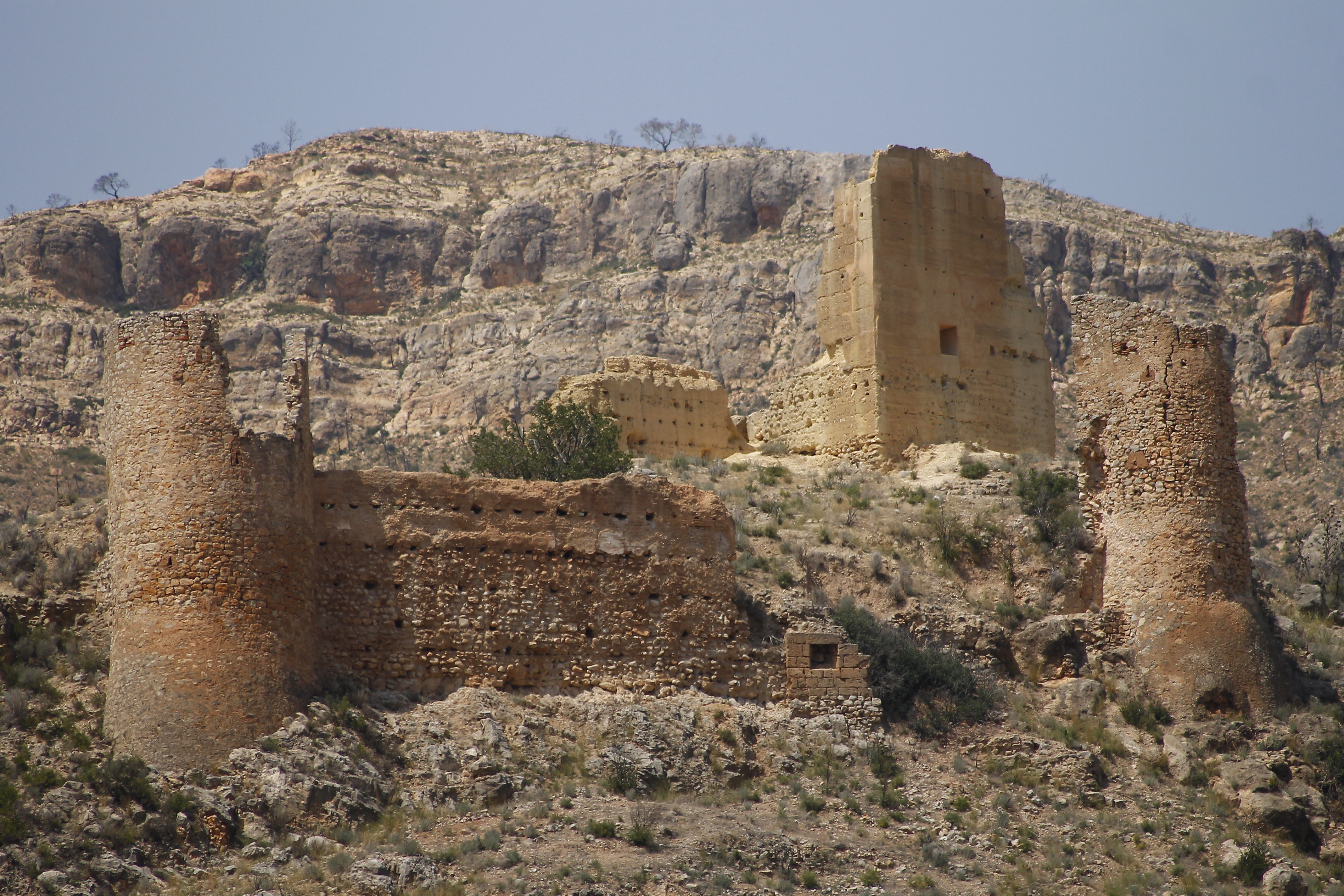
Castillo de Gestalgar